# PGC 66108
LEDA/PGC 66108 ist eine Spiralgalaxie vom Hubble-Typ SBa: im Sternbild Indianer am Südsternhimmel und schätzungsweise 191 Millionen Lichtjahre von der Milchstraße entfernt. Gemeinsam mit PGC 66088 mit PGC 66101 bildet sie ein (optisches) Galaxientrio.
Die Typ-II-Supernova SN 2003ho wurde hier beobachtet.